# 斯迪亞旺沙站
斯迪亚旺沙站位於雪兰莪州安邦，十分靠近吉隆坡，是巴生谷格拉那再也线的其中一个高架轻快铁车站，主要服务AU1（也称克拉末柏迈园）、斯迪亚旺沙和士马勒一带的居民。本站属于格拉那再也（旧称布特拉轻快铁）第二阶段线路，于1999年6月1日开始运营。

## 车站概要

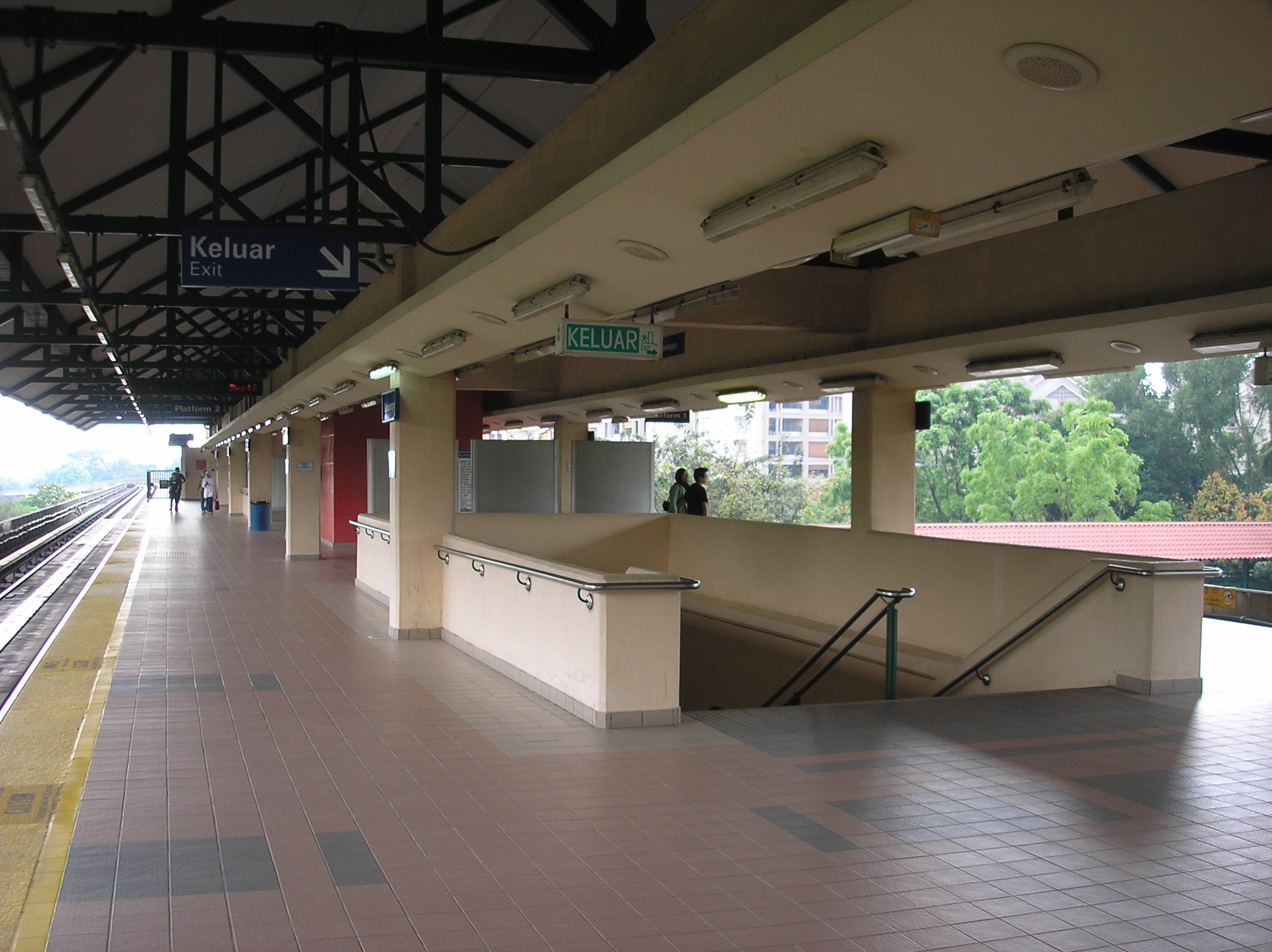
斯迪亚旺沙站台

本站属于5 格拉那再也线第二阶段线路，于1999年6月1日开始运营，以布特拉轻快铁（PUTRA）的第二阶段线路和从布特拉终站（现鹅唛站）至占美清真寺站的12个车站同时开放（不包括南北花园站）。斯迪亚旺沙站北部为位于吉隆坡安邦北部与雪兰莪州交界处，遮拉迪商业中心、东边为AU1、西边为吉隆坡士马勒（Semarak）的丘陵地带本站站名取自其西北方的住宅区斯迪亚旺沙花园。车站主入口位于遮拉迪路旁，后方备有提供停车换乘服务的停车场。

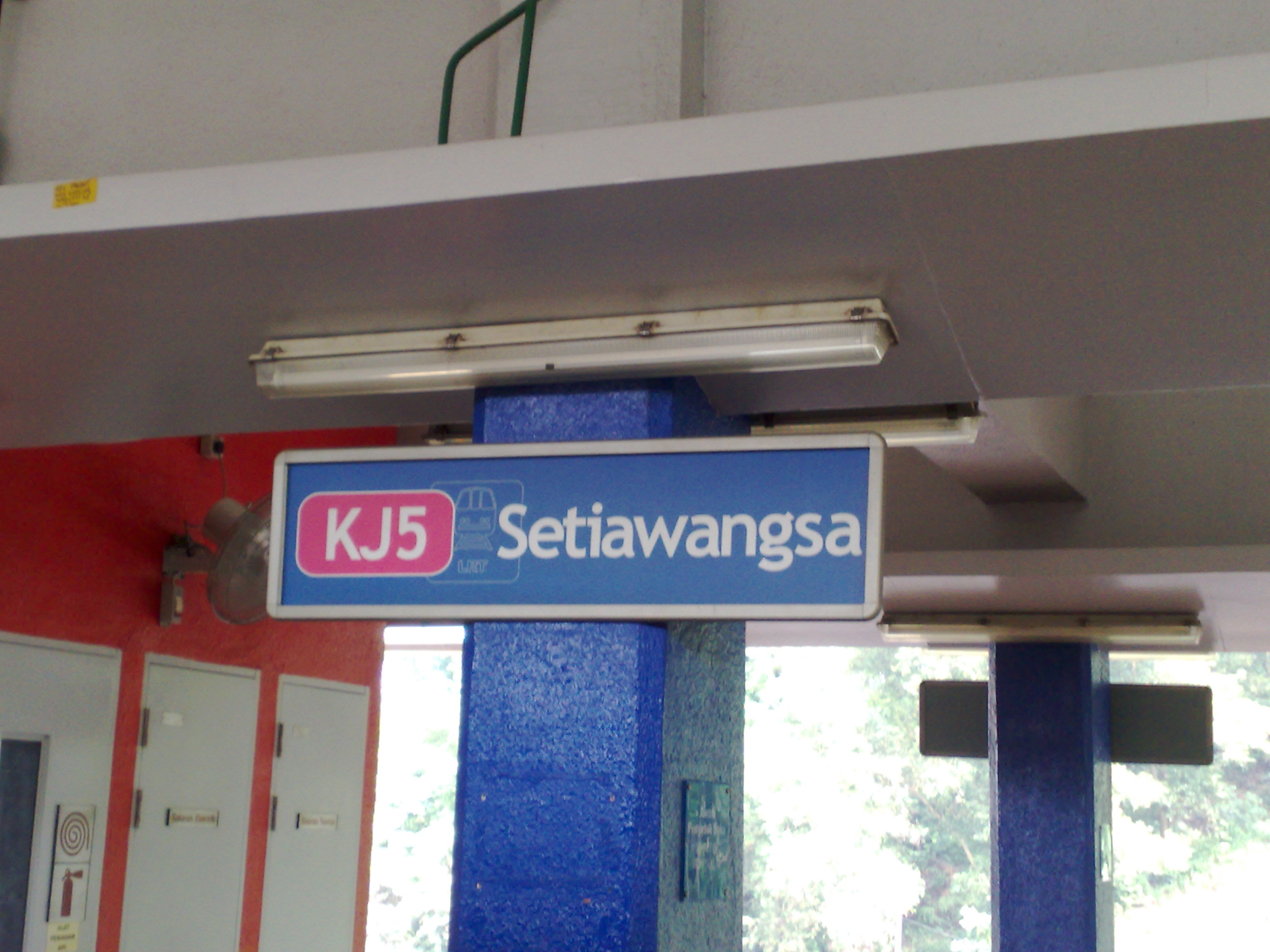
斯迪亚旺沙站牌

车站大厅位于一楼，并设有连接设施。验票闸门、自动售票机和服务柜台皆位于此楼。本站设有一座行人天桥连接至车站对面。

## 车站结构
本站一共有两个楼层和地面层。其站台的顶棚以马来甘榜高脚屋和山墙作为其建筑设计。计程车停靠处位于车站前方而后方则有停车场和巴士站。

## 巴士服务
本站也是吉隆坡快捷通巴士在吉隆坡的巴士停靠处之一。本站也设有巴士站，以下为停靠于此站的巴士服务。
- T223 ：斯迪亚旺沙站－AU3等[4]
- 绿松石线 ：拿督克拉末站－Kelumpuk Bambu（途经斯迪亚旺沙站）

## 服务时间
以下营运时间以官方网站为准。
| 星期一至六            | 星期日及公假 | 星期一至六 | 星期日及公假 | 星期一至六 | 星期日及公假 |       |
| 格拉那再也线          |              |            |              |            |              |       |
| 从布特拉高原 往鹅唛站 | 06:00        | 06:00      | 23:35        | 23:20      | 00:36        | 00:06 |
| 从鹅唛 往布特拉高原站 | 06:00        | 06:00      | 23:35        | 23:20      | 23:47        | 23:29 |

## 车站周边
本站附近多數是住宅區、學校和鄰里商店，此外也有一些商业购物中心，可通过搭乘巴士或计程车前往。
- 斯迪亚旺沙巨人霸級市場（Giant Setiawangsa），位于斯迪亚旺沙商业中心内。
- AU2永旺購物中心

## 意外事故
2015年7月22日8时19分，一辆轻快铁列车于斯迪亞旺沙站停靠时因制动器故障导致列车底部冒烟而停驶。轻快铁服务在当时上午9时恢复正常，无人在这起事故中受伤，该次事件也是格拉那再也线投入服务来，首次发生1天2宗（另一起發生於大學站）的罕见意外。